# Брехов (Требишов)
Брехов (слч. Brehov) насељено је мјесто са административним статусом сеоске општине (слч. obec) у округу Требишов, у Кошичком крају, Словачка Република.

## Становништво
| Година:    | 1994. | 2004.   | 2014.   | 2024. |
| ---------- | ----- | ------- | ------- | ----- |
| Број људи: | 671   | 637     | 600     | 564   |
| Разлика:   |       | -5,06 % | -5,80 % | -6 %  |

| Година:    | 2023. | 2024.   |
| ---------- | ----- | ------- |
| Број људи: | 576   | 564     |
| Разлика:   |       | -2,08 % |

Према подацима о броју становника из 2011. године насеље је имало 620 становника.